# Сарзеду (Арганил)
Сарзеду (порт. Sarzedo) — район (фрегезия) в Португалии, входит в округ Коимбра. Является составной частью муниципалитета Арганил. По старому административному делению входил в провинцию Бейра-Литорал. Входит в экономико-статистический субрегион Пиньял-Интериор-Норте, который входит в Центральный регион. Население составляет 731 человек на 2001 год. Занимает площадь 11,59 км².